# Aureliano Lima

Construção, c. 1960, ferro metalizado

Aureliano Lima  (Carregal do Sal,  23 de setembro de 1916 — Vila Nova de Gaia, 15 de dezembro de 1984) foi um escultor, desenhador, medalhista e poeta português. Pertence à terceira geração de artistas modernistas portugueses.

## Biografia / Obra
Autodidata, antes de se dedicar às artes plásticas exerce diversas profissões. Em 1939 estabelece-se na cidade de Coimbra. Nos anos que se seguem escreve, reune-se em tertúlias, colabora em jornais e inicia a atividade artística. Em 1948 participa na Exposição de Artistas de Coimbra e na III Exposição Geral de Artes Plásticas (Sociedade Nacional de Belas Artes, Lisboa).
Em 1958, vai para o Porto e pouco tempo depois para Vila Nova de Gaia, onde chegou a trabalhar no atelier do escultor Manuel Pereira da Silva, entrando em definitivo para os meios artísticos e culturais e abrindo-se a novas experiências, a novas criações e actividades.
Participa na II Exposição de Artes Plásticas da Fundação Calouste Gulbenkian, 1961. Nessa época a sua obra escultórica sofre uma importante reformulação: "Nas novas experiências não ﬁgurativas percebe-se uma dupla tensão, traduzida no diálogo entre forma cheia e forma oca, entre a linha [...] e os volumes aliviados do seu carácter sólido ou tridimensional, em obras de feição biomórﬁca ou antropomórﬁca".
Aureliano Lima abandona as massas compactas, preferindo a "irrupção expressiva da forma vertical no espaço, a interacção daquela com este último, deixando-o penetrar na matéria, ora sublimada na cor, ora reforçada na sua presença crua (através de texturas, contrastes, marcas de fabricação...). Mais tarde, a tensão parece pender para um entendimento da escultura como jogo de formas geométricas elementares". Também aqui, desde as décadas de 1960 e 70, o seu trabalho traduz-se no modo inovador com que trabalha a linguagem contemporânea do ferro pintado e do plástico. "A escultura reduz-se então a um sinal abstrato, que interrompe a continuidade do espaço físico [...]. Nestas obras, o contraste entre cheio e vazio, a redução da escultura a uma estrutura rigorosa de planos, rectas e círculos pintados de cor uniforme, aproxima-se de uma interrogação acerca do valor sinalético e óptico da escultura, muito rara em Portugal".
Importante no contexto da arte portuguesa das dácadas de 1960 e 70, sobretudo pelos novos caminhos explorados, "a sua obra escultórica permaneceria relativamente desconhecida. As diﬁculdades pessoais na aﬁrmação de uma carreira artística, a escassez de recursos, a relativa discrição do seu trajecto criativo, contribuíram para escamotear o sentido de uma criatividade marcada pela experimentação plástica e pela irreverência perante os modelos estéticos tradicionais". 
Expôs individualmente pela primeira vez em 1963 (Galeria Alvarez, Porto). Entre 1965 e 1967, foi bolseiro da Fundação Calouste Gulbenkian, em Paris. Em 1985, foi publicada postumamente a antologia poética Os Rios e os Lugares (Brasília Editora, Porto). 
Em 1988, a Fundação Calouste Gulbenkian, Lisboa, promoveu uma exposição restrospectiva da sua obra artística e literária.

## Obras (escultura)

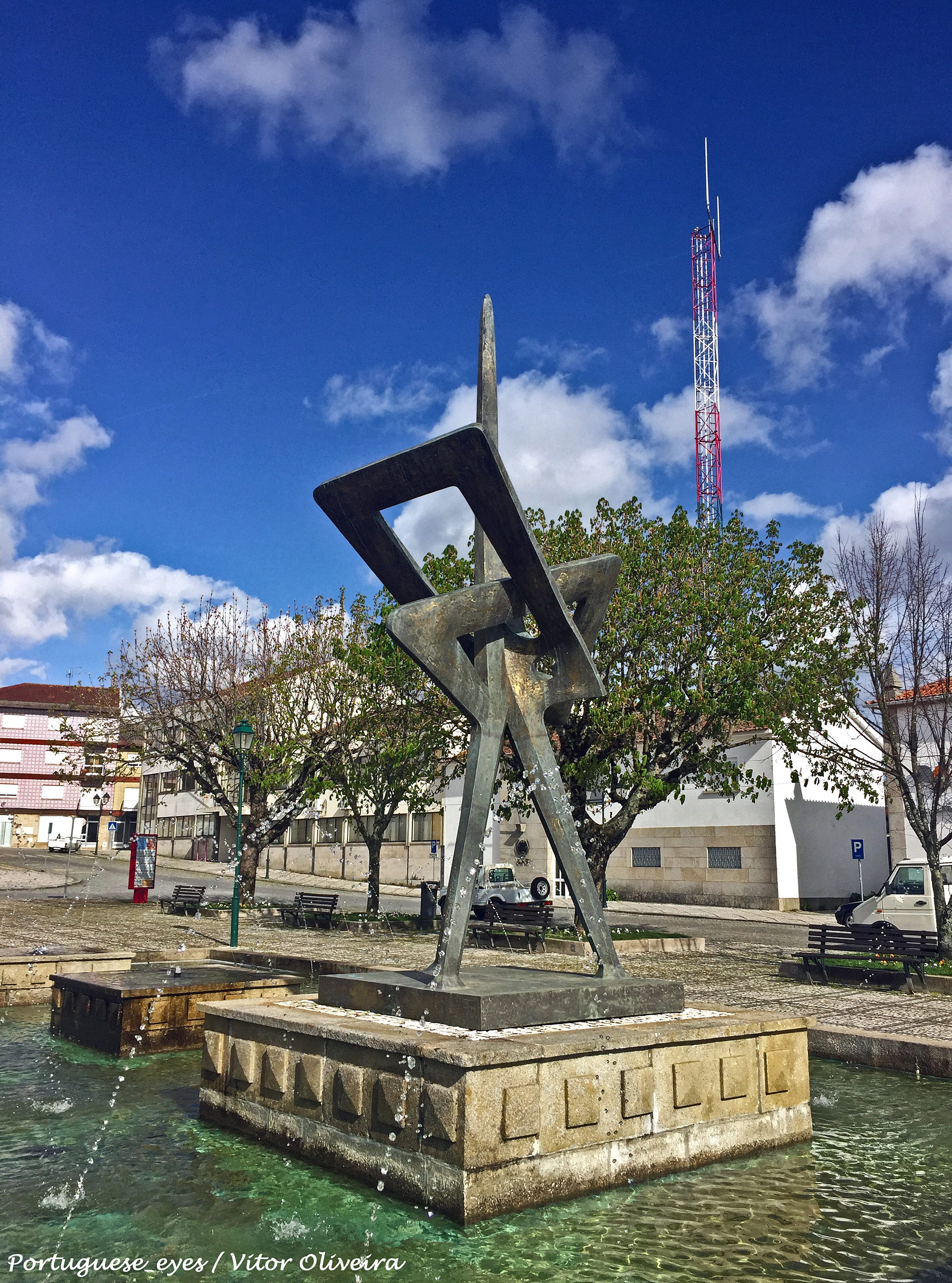
Escultura O Grito, em Nelas

- O Grito, monumento em Nelas (1982).
- Monumento em bronze dedicado ao poeta Fernando Pessoa na praça pública de Vila da Feira (1983).

## Obras (poesia)
- Rio Subjacente (1963);
- Os Círculos e os Sinais (1974);
- Cântico e Eucalipto (1979);
- O Homem Cinzento ou a Alquimia dos Números (1975).